# Антипов, Юрий Михайлович
Юрий Михайлович Антипов (24 октября 1943, Москва — 26 февраля 2025, Протвино) — советский и российский физик—экспериментатор, специалист в области физики высоких энергий и применения ускорителей заряженных частиц в медицине.

## Биография
Родился 24 октября 1943 года в Москве.
В 1967 году — окончил факультет общей и прикладной физики МФТИ и более 50 лет работает в Институте физики высоких энергий (ИФВЭ).
В 1976 году защитил кандидатскую диссертацию "Упругое рассеяние П±, К±-мезонов, протонов и антипротонов на протонах в области импульсов 25-65 ГэВ/С".
Основной профиль деятельности включает: фундаментальные экспериментальные исследования взаимодействия частиц высоких энергий, протонную радиографию, применение ионов углерода высокой энергии для лечения онкологических заболеваний.
С 2013 года начальник лаборатории ионно-лучевого комплекса ИФВЭ.
Жил в Протвино.
Скончался 26 февраля 2025 года на 82-м году жизни.

## Избранная библиография
1. Yu. M. Antipov, S. P. Denisov, S. V. Donskov, Yu. P. Gorin, V. A. Kachanov, V. P. Khromov, V. M. Kutyin, L. G. Landsberg, V. G. Lapshin, A. A. Lebedev, A. G. Morozov, A. I. Petrukhin, Yu. D. Prokoshkin и др. Observation of antihelium-3 (англ.) // Nuclear Physics B : журнал. — 1971. — Сентябрь (vol. 31, no. 2). — P. 235-252. — doi:10.1016/0550-3213(71)90228-8.
2. Yu.M. Antipov, V. A. Bessubov, N. P. Budanov, Yu. B. Bushnin, S. P. Denisov, Yu. P. Gorin, A. A. Lebedev, A. A. Lednev, Yu. M. Mikhailov, A. I. Petrukhin, S. A. Polovnikov, V. N. Roinishvili и др. J/ψ particle production by 70 GeV/c protons (англ.) // Physics Letters B : журнал. — 1976. — 19 январь (vol. 60, no. 3). — P. 309—312. — doi:10.1016/0370-2693(76)90308-7.
3. Антипов Ю. М., Афонин А. Г., Гусев И. А. и др. Протонная радиография — новый метод и его реализация // Атомная энергия : журнал. — 2013. — Т. 114, № 5. — С. 288-291. — ISSN 0004-7163.
4. Антипов Ю. М., Солдатов А. П. Создание центра ионной лучевой терапии // Медицинская физика : журнал. — 2016. — № 2(70). — С. 5-9. — ISSN 1810-200X.

## Открытия
- Явление образования антигелия-3 (в составе группы из 20-и участников). Номер в реестре открытий СССР 104 с приоритетом от 28 января 1970 года[3]

## Награды
- Премия Ленинского комсомола (в составе группы, за 1977 год) — за цикл исследований по образованию J/Ψ частиц протонами с импульсом 70 ГэВ/с и мюонных пар отрицательными частицами с импульсом 43 ГэВ/с[4][5].
- Медаль ордена «За заслуги перед Отечеством» 1 степени, 2016 год[6]